# توم كيتشام
توم كيتشام (بالإنجليزية: Tom Ketchum) هو راعي البقر أمريكي، ولد في 31 أكتوبر 1863 في مقاطعة سان سابا في الولايات المتحدة، وتوفي في 26 أبريل 1901 في مقاطعة يونيون في الولايات المتحدة بسبب قطع الرأس.